# Kleinrehmühle
Kleinrehmühle ist ein Gemeindeteil des Marktes Marktleugast im Landkreis Kulmbach (Oberfranken, Bayern). Kleinrehmühle liegt in der Gemarkung Neuensorg.

## Lage
Die Einöde liegt am Kleinen Rehbach und ist allseits von Waldgebieten umgeben. Eine Anliegerstraße führt zum Guttenberger Hammer (0,4 km westlich) bzw. nach Weidmes (0,7 km südlich).

## Geschichte
Gegen Ende des 18. Jahrhunderts bestand Kleinrehmühle aus einem Anwesen. Das Hochgericht übte das bambergische Centamt Marktschorgast aus. Das bambergische Kastenamt Stadtsteinach war Grundherr der Mühle.
Mit dem Gemeindeedikt wurde Kleinrehmühle dem 1811 gebildeten Steuerdistrikt Marktleugast und der im selben Jahr gebildeten Ruralgemeinde Marktleugast zugewiesen. Am 28. Januar 1845 erfolgte die Überweisung an die neu gebildete Gemeinde Neuensorg. Im Zuge der Gebietsreform in Bayern wurde Kleinrehmühle am 1. Januar 1978 nach Marktleugast eingegliedert.

### Einwohnerentwicklung
| Jahr      | 001818 | 001819 | 001861 | 001871 | 001885 | 001900 | 001925 | 001950 | 001961 | 001970 | 001987 |
| Einwohner |        | *      | 7      | 20     | 5      | 5      | 4      | 6      | 6      | 8      | 6      |
| Häuser    | 1      |        |        |        | 1      | 1      | 1      | 1      | 1      |        | 1      |
| Quelle    | [ 6 ]  | [ 9 ]  | [ 10 ] | [ 11 ] | [ 12 ] | [ 13 ] | [ 14 ] | [ 15 ] | [ 16 ] | [ 17 ] | [ 1 ]  |

## Religion
Kleinrehmühle ist katholisch geprägt und bis heute nach Mariä Heimsuchung in Marienweiher gepfarrt.